# Anstoss (Computerspiel)
Anstoss ist eine Fußball-Managementsimulation des deutschen Entwicklers Ascon (später umbenannt in Ascaron) für DOS und Amiga aus dem Jahr 1993. Das von Gerald Köhler entwickelte Spiel wurde im englischen Sprachraum unter dem Titel On the Ball und im französischen Sprachraum als Carton Rouge veröffentlicht. Insbesondere auf dem deutschen Markt wurde das Spiel zu einem Erfolg und legte damit den Grundstein für die Anstoss-Reihe. Bereits im Veröffentlichungsjahr kam die erweiterte Fassung Anstoss World Cup Edition auf den Markt.

## Spielprinzip

### Grundspiel
Der Spieler lenkt aus einer Büroansicht heraus die Geschicke seines Fußballvereins. Dabei ist die Auswahl in der ursprünglichen Veröffentlichung auf eine Liga beschränkt. Da Ascon/Ascaron in der gesamten Bestehenszeit der Reihe keine Lizenzen der Deutschen Fußballliga erwarb, waren die in der deutschen Version genutzten Vereins- und Spielernamen frei erfunden, wenngleich erkennbar an bestehende Vereine und Personen angelehnt. Mit Hilfe eines mitgelieferten Editors konnten diese von jedem Nutzer nachbearbeitet werden. In fremdsprachigen Versionen wurde dies an das jeweilige Land angepasst.
Ausgehend von anklickbaren Objekten in der Büroansicht gelangt der Spieler in zahlreiche Untermenüs, in denen er Einfluss auf den Kader und Transferpolitik, das Training, Sponsorenverhandlungen oder den Ausbau des Stadions nehmen kann. Ziel ist es, den Posten des Bundestrainers zu bekommen. Dafür muss man Persönlichkeitspunkte als Trainer sammeln, mit seinem Verein Titel gewinnen und finanziell auf sicheren Beine stehen, wobei das Spiel nach zehn Saisons beendet ist. Ein Saisonspiel wird zeitlich gerafft in Textform und in bestimmten Situationen durch kurze Bewegtbilder wiedergegeben, wobei der Spieler Einfluss auf Taktik und Einwechslungen nehmen kann. Anders als in Konkurrenzprodukten wie dem Bundesliga Manager von Software 2000 wurde auch der Umgang mit den Medien ins Spielprinzip eingebunden, in Form von Interviewfragen nach dem Spiel und kommentierenden Zeitungsartikeln. Spielergebnisse und Zufallsereignisse haben außerdem psychologische Auswirkungen auf die Mannschaft, was wiederum die Erfolgschancen beeinflusst.

### World Cup Edition
Erweitert wurde das Spielprinzip mit der World Cup Edition, die sowohl als alleinstehendes Spiel, als auch in Kombination mit Anstoss erworben und gespielt werden konnte. Im zusätzlichen Spielmodus führt der Spieler eine selbst gewählte Nationalmannschaft zur Weltmeisterschaft. Dabei konnten sowohl die vorherige Qualifikation als auch ausschließlich die Endrunde simuliert werden. Das Management der Nationalmannschaft brachte neue Funktionen wie Trainings- und Gegnerbeobachtung, um Aufschluss über die Spielerentwicklung und die gegnerische Spielweise zu bekommen. Die Mannschaft steuerte der Spieler im Gegensatz zur Bundesliga aus einer Hotelzimmeransicht heraus, von der aus er detaillierte Tagespläne mit Training, Konferenzen oder auch Regenerationsphasen festlegen kann. Die Simulation umfasst jedoch auch hier nur ein Turnier, mit deren Beendigung der Spielmodus ebenfalls dauerhaft beendet ist. Da die World Cup Edition unter anderem auf CD-ROM veröffentlicht wurde, konnten zusätzlich digitalisierte Kommentare eingebunden werden, die von Sportreporter Marcel Reif eingesprochen wurden. Diese fehlten aus Speicherkapazitätsgründen in der Diskettenfassung.

## Entwicklung
Insgesamt entstand das Spiel über einen Zeitraum von sechs Jahren. Das ursprüngliche Konzept entwickelte Serienvater Gerald Köhler bereits 1987 mit einem Klassenkameraden zu Schulzeiten in Bad Mergentheim, zunächst noch für den Heimcomputer C64. Grundlage war ein Spiel zwischen Blau-Weiß 90 Berlin und dem VfB Stuttgart, das er zu einer Ligasimulation ausbaute. Während seines BWL-Studiums führte er das Spiel unter dem Titel Kicker für den Atari ST weiter. In diesem Zeitraum wurde der Gründer von Ascon, Holger Flöttmann, auf das Hobbyprojekt aufmerksam und konnte Köhler für sein junges Unternehmen gewinnen. Was Köhlers Ansatz dabei vom damaligen Referenztitel Bundesliga Manager abhob, war die bei aller Ernsthaftigkeit der Simulation augenzwinkernde Sichtweise auf das Thema Fußball.

## Rezeption
Anstoss wurde überwiegend positiv bewertet.

„Bei Anstoß [sic!] war offensichtlich ein echter Fußball-Fan fürs Spieldesign verantwortlich. Realistische Optionen, Statistik-Vielfalt und die sehr schöne Aufbereitung der Ligaspiele werden Bundesliga-Liebhaber begeistern. Bemerkenswert aber, daß bei aller Komplexität der Spielspaß und die Bedienung nicht auf der Strecke blieben. Anstoß ist keine Zahlen-Einöde, sondern gefällt durch übersichtliche Menüs und appetitliche Aufmachung. […] Spielerisch und technisch setzt Ascons Neuerscheinung einen Standard für das Sport-Strategiegenre, an dem sich künftige Konkurrenten orientieren müssen.“

„Ascon hat sich ein hohes Ziel gesetzt und es doch nur annähernd erreicht: Der State-of-the-Art-Manager von Software 2000 wurde trotz seines Alters nicht gänzlich übertroffen.“

Das Spiel verkaufte sich in Europa rund 260.000 Mal. 1997 veröffentlichte Ascaron den Nachfolger Anstoss 2 und führte die Serie bis 2006 fort.